# Distrito electoral federal 4 de Jalisco
El Distrito electoral federal 4 de Jalisco es uno de los 300 distritos electorales en los que se encuentra dividido el territorio de México para la elección de diputados federales y uno de los veinte en los que se divide el estado de Jalisco. Su cabecera es la ciudad de Zapopan.
El distrito 4 forma parte de la Zona metropolitana de Guadalajara.

## Distritaciones anteriores

### Distritación 1996-2005
Para la distribución de agosto de 1996, el distrito se ubica en Zapopan, formado por 138 secciones electorales.

### Distritación 2005-2017
Para la distribución de 2005, el distrito 4 se ubica en Zapopan formado por 107 secciones electorales, en la parte central de Jalisco.

## Diputados por el distrito
| Diputado                          | Grupo parlamentario | Legislatura              | Periodo     |
| --------------------------------- | ------------------- | ------------------------ | ----------- |
| Alfonso Lancaster Jones           |                     | III                      | 1863 - 1865 |
| Vacante                           | Vacante             | IV V VI                  | 1867 - 1873 |
| José G. González                  |                     | VII                      | 1873 - 1875 |
| Francisco Rincón Gallardo         |                     | VIII                     | 1875 - 1878 |
| Santiago Peña                     |                     | IX                       | 1878 - 1880 |
| Julio Aransivia                   |                     | X                        | 1880 - 1882 |
| Francisco Sepúlveda               |                     | XI                       | 1882 - 1884 |
| Javier Torres Adalid              |                     | XII                      | 1884 - 1886 |
| Martín González Z.                |                     | XIII XIV                 | 1886 - 1890 |
| Antonio Riba Echeverría           |                     | XV XVI XVII XVIII XIX XX | 1890 - 1902 |
| José Rincón Gallardo              |                     | XXI XXII                 | 1902 - 1906 |
| Vacante                           | Vacante             | XXIII                    | 1906 - 1908 |
| José Rincón Gallardo              |                     | XXIV                     | 1908 - 1910 |
| José María Gamboa                 |                     | XXV                      | 1910 - 1912 |
| Rafael de la Mora                 |                     | XXVI                     | 1912 - 1913 |
| Manuel Dávalos Ornelas            |                     | Constituyente            | 1916 - 1917 |
| Juan Manuel Álvarez del Castillo  | ULEJ                | XXVII XXVIII XXIX XXX    | 1917 - 1924 |
| José María Cuéllar                |                     | XXXI                     | 1924 - 1926 |
| Ignacio Vizcarra                  |                     | XXXII                    | 1926 - 1928 |
| José María Cuéllar                | PRJ                 | XXXIII                   | 1928 - 1930 |
| José V. Gómez Cano                |                     | XXXIV                    | 1930 - 1932 |
| Macedonio S. Barrera              |                     | XXXV                     | 1932 - 1934 |
| Narciso D. Aceves                 |                     | XXXVI                    | 1934 - 1937 |
| Miguel Moreno                     |                     | XXXVII                   | 1937 - 1940 |
| Ismael M. Lozano                  |                     | XXXVIII                  | 1940 - 1943 |
| Fidencio Vázquez Cerda            |                     | XXXIX                    | 1943 - 1946 |
| Ramón Castellanos Camacho         |                     | XL                       | 1946 - 1949 |
| Angel Ruíz Vázquez                |                     | XLI                      | 1949 - 1952 |
| Ramón García Ruíz                 |                     | XLII                     | 1952 - 1955 |
| Diego Huízar Martínez             |                     | XLIII                    | 1955 - 1958 |
| Carlos Guzmán y Guzmán            |                     | XLIV                     | 1958 - 1961 |
| José Félix Zermeño Venegas        |                     | XLV                      | 1961 - 1964 |
| Francisco Silva Romero            |                     | XLVI                     | 1964 - 1967 |
| Felipe López Prado                |                     | XLVII                    | 1967 - 1970 |
| Porfirio Cortés Silva             |                     | XLVIII                   | 1970 - 1973 |
| Marcos Montero Ruíz               |                     | XLIX                     | 1973 - 1976 |
| Porfirio Cortés Silva             |                     | L                        | 1976 - 1979 |
| Octavio Rafael Bueno Trujillo     |                     | LI                       | 1979 - 1982 |
| María del Carmen Mercado Chávez   |                     | LII                      | 1982 - 1985 |
| Porfirio Cortés Silva             |                     | LIII                     | 1985 - 1988 |
| Alfredo Oropeza García            |                     | LIV                      | 1988 - 1991 |
| José Alberto Cortés García        |                     | LV                       | 1991 - 1994 |
| Filemón Ramírez Pérez             |                     | LVI                      | 1994 - 1997 |
| Juan Ignacio Fuentes Larios       |                     | LVII                     | 1997 - 2000 |
| Enrique Villa Preciado            |                     | LVIII                    | 2000 - 2003 |
| Hugo Rodríguez Díaz               |                     | LIX                      | 2003 - 2006 |
| Jorge Quintero Bello              |                     | LX                       | 2006 - 2009 |
| Arturo Zamora Jiménez             |                     | LXI                      | 2009 - 2012 |
| Salvador Arellano Guzmán          |                     | LXII                     | 2012 - 2015 |
| Laura Valeria Guzmán Vázquez      |                     | LXIII                    | 2015 - 2018 |
| Mario Alberto Rodríguez Carrillo  |                     | LXIV                     | 2018 - 2021 |
| Taygete Irisay Rodríguez González |                     | LXV                      | 2021 -      |